# 30 mai 1928
Le mercredi 30 mai 1928 est le 151e jour de l'année 1928.

## Naissances
- Agnès Varda (morte le 29 mars 2019), photographe, plasticienne, réalisatrice et scénariste française
- Alan Ashman (mort le 30 novembre 2002), joueur de football britannique
- César Gattegno (mort le 9 avril 2011), homme de théâtre et musicien français
- Gilberto Almeida (mort le 20 avril 2015), peintre équatorien
- Glyn Moses, joueur de rugby
- Gustav Leonhardt (mort le 16 janvier 2012), claveciniste, organiste et chef d'orchestre néerlandais
- James Lamy (mort le 30 mai 1992), bobeur américain
- Marie Leonhardt, violoniste suisse et néerlandaise
- Philippe Ducrest (mort en 2004), réalisateur français
- Pro Hart (mort le 28 mars 2006), artiste australien
- Ray Edward Luke (mort le 15 septembre 2010), compositeur américain
- Tsunehisa Kimura (mort le 27 décembre 2008), artiste japonais

## Décès
- Bianca Ambrosetti (née le 1er mars 1914), gymnaste artistique italienne
- John Horne (né en 1848), géologue écossais

## Événements
- Création des 141e et  142e escadrilles de chasse polonaise
- 500 miles d'Indianapolis